# KP-SAM
Le KP-SAM ( coréen : 신궁   "Shingung", hanja : 新弓) est un missile sol-air portatif sud-coréen fabriqué par LIG Nex1. Il est exporté sous le nom de Chiron.

## Histoire
Le KP-SAM a été créé pour protéger les troupes avancées. Sa conception débute en 1995 par LIG Nex1. Fin 2003, la Russie livre des 9K38 Igla en remboursement de dettes ce qui permet de remplir temporairement le besoin. Le KP-SAM est entré en production en 2004 et en phase d'essais au début de 2005.
Fin 2005, le KP-SAM est entré en service dans l'armée de terre sud-coréenne, après avoir été en développement pendant près de 8 ans. L'armée sud-coréenne a commandé 2000 unités.
En 2011, le KP-SAM a été proposé à l'armée indienne pour une éventuelle exportation, en concurrence avec le RBS 70, le Starstreak, le Mistral-2 et le SA-24.
En novembre 2012, le Pérou a annoncé l'achat de 18 postes de tir, 108 missiles et de trois radars TPS-830KE pour un montant de 43 millions de dollars. Cependant, l'accord a été annulé en mai 2013 pour des raisons financières ou sous la pression de Rosoboronexport,.
En 2014, l'Indonésie achète des Chiron pour l'intégrer avec son système antiaérien Oerlikon Contraves Skyshield de 35 mm. L'arme est présentée à l'exposition Indo Defense 2014.
Lors de l'invasion de l'Ukraine par la Russie en 2022, la Corée du Sud refuse de livrer directement le Chiron à l'Ukraine. En octobre 2022, la livraison est annoncée en passant par la Tchéquie, l'achat étant financé par les États-Unis.

## Caractéristiques
Le système ressemble extérieurement au Mistral français. L'ensemble a été développé et est fabriqué en Corée du Sud,. Le missile comprend un système de vérification ami ou ennemi (IFF), est prévu pour fonctionner la nuit et en cas de mauvais temps, un guidage infrarouge bicolore (IR et UV) pour passer outre aux contre-mesures et une ogive à fusée de proximité. Lors des tests, le missile a obtenu un taux de réussite de 90 %.

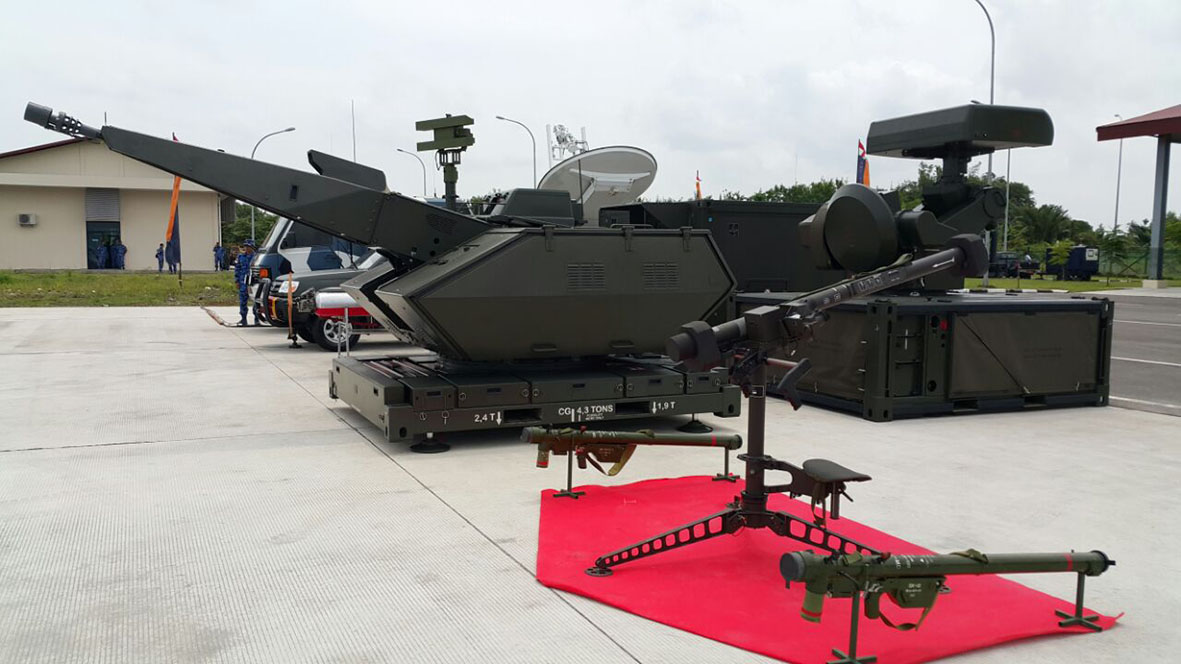
Le KP-SAM exposé par l'armée de l'air indonésienne lors des exercices Angkasa Yudha 2016.

Selon les responsables de l' Agence pour le développement de la défense, le missile est supérieur au FIM-92 Stinger américain ou au Mistral français en termes de probabilité de frappe, de prix et de portabilité. Lors d'un test, le missile a touché une cible volant jusqu'à 3,5 kilomètres d'altitude avec une vitesse de 697,5 m/s (plus de Mach 2,36) et une portée de 7 km.

## Opérateurs

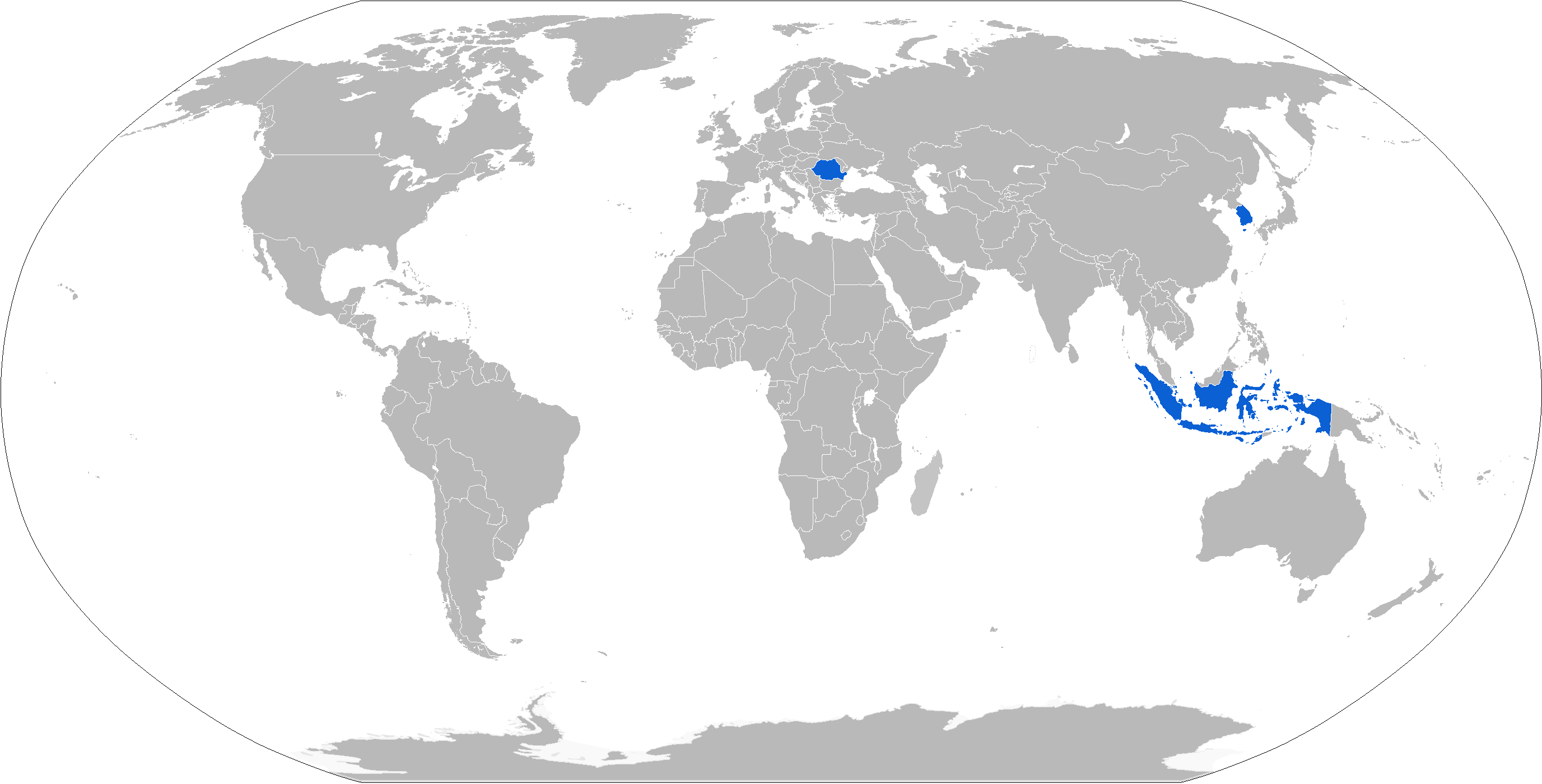
Carte des opérateurs en bleu

- Corée du Sud: En service depuis 2005[1].
- Indonésie: Armée de l'air indonésienne depuis 2014, intégré avec le système Oerlikon Skyshield 35 mm[7].
- Ukraine: en septembre 2022, la Corée du sud vendait pour $2,900 milliards à l'Ukraine via un intermédiaire tchèque[12].